# Musculus risorius
Der Musculus risorius (von lateinisch risorius = zum Lachen dienend) oder Lachmuskel, der häufig auch einfach kurz als Risorius bezeichnet wird, gehört zur mimischen Muskulatur und ist Teil der Lachmuskulatur. Von einigen Autoren wird der Muskel auch als eigenständiges Muskelbündel des Platysmas, des großen Jochbeinmuskels (Musculus zygomaticus major) oder des Musculus depressor anguli oris angesehen.
Der Muskel ist beim Menschen sehr wechselhaft und relativ schwach ausgebildet. Er entspringt an der Fascia masseterica sowie an der Wangenhaut. Auch die Parotisloge (Fascia parotidea) kann dem Muskel als Ursprung dienen. Der Ansatz liegt an einem Muskelknoten im Mundwinkel. Innerviert wird der Risorius durch den Gesichtsnerv (Nervus facialis).
Die Lachmuskulatur zieht den Mundwinkel, und damit auch die Wangen, nach oben und zur Seite. Bei Kontraktion des Muskels beziehungsweise beim Lachen entsteht außerdem bei einigen Menschen ein kleines Grübchen an der Wange.